# Список фильмов Великобритании 1992 года

## 1992
| Название                  | Режиссёр                  | Актёры                                                     | Жанр                   | Также |
| ------------------------- | ------------------------- | ---------------------------------------------------------- | ---------------------- | --- |
| 1992 год в кино           |                           |                                                            |                        | |
| 1492: Завоевание рая      | Скотт, Ридли              | Депардьё, Жерар, Уивер, Сигурни                            | Исторический           | |
| Говардс-Энд               | Айвори, Джеймс (режиссёр) | Томпсон, Эмма, Бонэм Картер, Хелена, Хопкинс, Энтони       | Литературная драма     | По новелле Форстера; Оскар Лучшая женская роль (Эмма Томпсон) и BAFTA — Лучший фильм; Cannes Film Festival 45th Anniversary Prize |
| Город удовольствий        | Жоффе, Ролан              | Пури, Ом, Азми, Шабана                                     | Драма                  | совместно с Францией |
| Горькая луна              | Полански, Роман           | Грант, Хью, Сенье, Эмманюэль, Скотт Томас, Кристин         | Драма                  | совместно с Францией |
| Грозовой перевал          | Питер Козмински           | Бинош, Жюльет, Файнс, Рэйф, Нортэм, Джереми                | Драма                  | |
| Друзья Питера             | Брана, Кеннет             | Лори, Хью, Фрай, Стивен, Томпсон, Эмма                     | Комедия/драма          | |
| Жестокая игра             | Джордан, Нил              | Ри, Стивен, Ричардсон, Миранда, Джей Дэвидсон              | Драма                  | совместно с Японией |
| Как вам это понравится    | Кристин Эдзард            | Кьюсак, Сирил, Фокс, Джеймс                                | Комедия/драма          | [ 1 ] |
| Колдовской апрель         | Майк Ньюэлл               | Лоуренс, Джози, Ричардсон, Миранда                         | Романтический/драма    | |
| Колумб, за работу!        | Джеральд Томас            | Кит Аллен, Клунз, Мартин                                   | Комедия                | |
| Конец долгого дня         | Дэвис, Теренс             | Маржори Ятес, Лей МакКормак, Энтони Уотсон                 | Драма                  | Участвовал в Каннском кинофестивале 1992                                                                                          |
| Мост                      | Сидни Макартни            | Ривз, Саския, О’Хара, Дэвид                                | Литературная драма     | |
| На запад                  | Ньюэлл, Майк              | Бирн, Гэбриэл, Баркин, Эллен                               | Семейный               | Совместно с Ирландией |
| Орландо                   | Поттер, Салли             | Суинтон, Тильда, Зейн, Билли                               | Фантастика             | |
| Плохая компания           | Джулиан Ричардс           | Кэролин Бэрри, Шон Карлсен                                 | Криминальная драма     | |
| Прага                     | Ян Селлар                 | Камминг, Алан                                              |                        | Участвовал в Каннском кинофестивале 1992                                                                                          |
| Принцип удовольствия      | Дэвид Коэн                | Ферт, Питер, Хлоэ Дэвис                                    | Комедия/драма          | |
| Свет во тьме              | Зельцер, Дэвид            | Дуглас, Майкл, Гриффит, Мелани                             | Триллер                | Совместно с США |
| Совсем как женщина        | Кристофер Монгер          | Уолтерс, Джули, Пасдар, Эдриан, Фримен, Пол (актёр)        | Комедия/драма          | |
| Специальный агент Фредди» | Джон Асевски              | Бен Кингсли, Эгаттер, Дженни                               | Фантастика/приключения | |
| Станционный смотритель    | Майкл Вайт                | Кристи, Джули, Сазерленд, Дональд                          | Драма                  | |
| Считанные секунды         | Мэйлэм, Тони              | Хауэр, Рутгер, Кэттролл, Ким                               | Фантастика/боевик      | |
| У воды                    | Стивен Джилленхал         | Айронс, Джереми, Кьюсак, Шинейд                            | Драма                  | |
| Уц                        | Джордж Слёйзер            | Мюллер-Шталь, Армин                                        |                        | Участвовал в 42-м Берлинском международном кинофестивале                                                                          |
| Ущерб                     | Маль, Луи                 | Айронс, Джереми, Бинош, Жюльет, Ричардсон, Миранда         | Драма                  | совместно с Францией |
| Чаплин                    | Аттенборо, Ричард         | Дауни, Роберт (младший), Эйкройд, Дэн, Чаплин, Джеральдина | Биографический         | |